# Roche Merveilleuse
La Roche Merveilleuse est un site naturel de l'île de La Réunion, un département d'outre-mer français dans le sud-ouest de l'océan Indien. Situé dans les Hauts de ce territoire à proximité du centre-ville de Cilaos, ce point de vue offre un panorama sur la partie nord du cirque naturel du même nom depuis une sorte de petit replat mesuré à 1 435 mètres d'altitude.

## Accès
On accède à ce point de vue à partir de la route forestière 10 de la Roche Merveilleuse, qui forme une boucle à partir de la route départementale 241, laquelle mène à Bras Sec. Pour le reste, il est également desservi par un sentier de randonnée confondant momentanément le sentier de grande randonnée GR R1 et son homologue le GR R2. De fait, le site est très fréquenté par les touristes, et en particulier par ceux qui pratiquent la randonnée pédestre à La Réunion.